# داریا بیلودید
داریا بیلودید (اوکراینی: Дар'я Геннадіївна Білодід؛ زادهٔ ۱۰ اکتبر ۲۰۰۰) جودوکار زن اهل اوکراین است.
او در مسابقات کشوری و بین‌المللی در مجموع برندهٔ ۵ مدال طلا شده‌است.